# Mal Abrigo
Mal Abrigo ist eine Ortschaft in Uruguay.

## Geographie
Mal Abrigo befindet sich auf dem Gebiet des Departamento San José in dessen Sektoren 4 und 7 in der Cuchilla San José. Der Ort liegt im Nordwesten San Josés nahe der westlich gelegenen Grenze zum Nachbardepartamento Colonia. Nordwestlich Mal Abrigos entspringen sowohl der Arroyo Pavón als auch der Arroyo Coronilla. Unweit südlich des Ortes ist der Cerro Pelado gelegen. Weitere benannte topographische Erhebungen in der Umgebung sind der Cerro Albornoz im Westsüdwesten, der Cerro Mangrullo im Nordwesten und der nördlich in der Sierra Mahoma zu findende Cerro Mahoma.

## Infrastruktur
Durch den Ort führt die Ruta 23. 
Der denkmalgeschützte Bahnhof Mal Abrigo liegt an den stillgelegten Bahnstrecken Montevideo–Mercedes (Línea Mercedes) und Mal Abrigo–Colonia (Línea Colonia).

## Einwohner
Die Einwohnerzahl von Mal Abrigo beträgt 344 (Stand: 2011), davon 180 männliche und 164 weibliche.
| Jahr | Einwohner |
| ---- | --------- |
| 1963 | 346       |
| 1975 | 231       |
| 1985 | 331       |
| 1996 | 412       |
| 2004 | 370       |
| 2011 | 344       |

Quelle: Instituto Nacional de Estadística de Uruguay